# Лейк-Маккуори
Лейк-Маккуори (англ. Lake Macquarie) — район местного управления (город) на побережье озера Маккуори в штате Новый Южный Уэльс, Австралия. Располагается поблизости от Ньюкасла.
В городе проживает 189 006 человек (2011). Это 4-й по населению город штата после Сиднея, Ньюкасла и Вуллонгонга.

## Специфика города
Хотя Лейк-Маккуори и имеет формальный статус города, но в Австралии понятия город, муниципалитет, район практически не разделяются и являются подвидами районов местного самоуправления. Поэтому Лейк-Маккуори не является городом в традиционном смысле этого слова, на самом деле это только формальное объединение нескольких городков. Вот самые большие города:
- Белмонт
- Бурагул
- Кардифф
- Чарльстаун
- Глендейл
- Мориссет
- Спирс-Пойнт
- Суонси
- Торонто
- Валентайн
- Варнерс-Бей

## Экономика
Город имеет хорошо развитую угледобывающую промышленность. В 1980-х годах он обеспечивал 25 % электроэнергии штата. Здесь, также располагается множество природоохранных территорий.

## Галерея

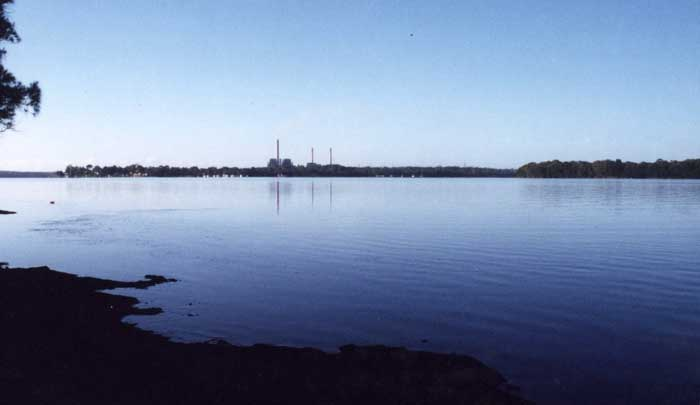
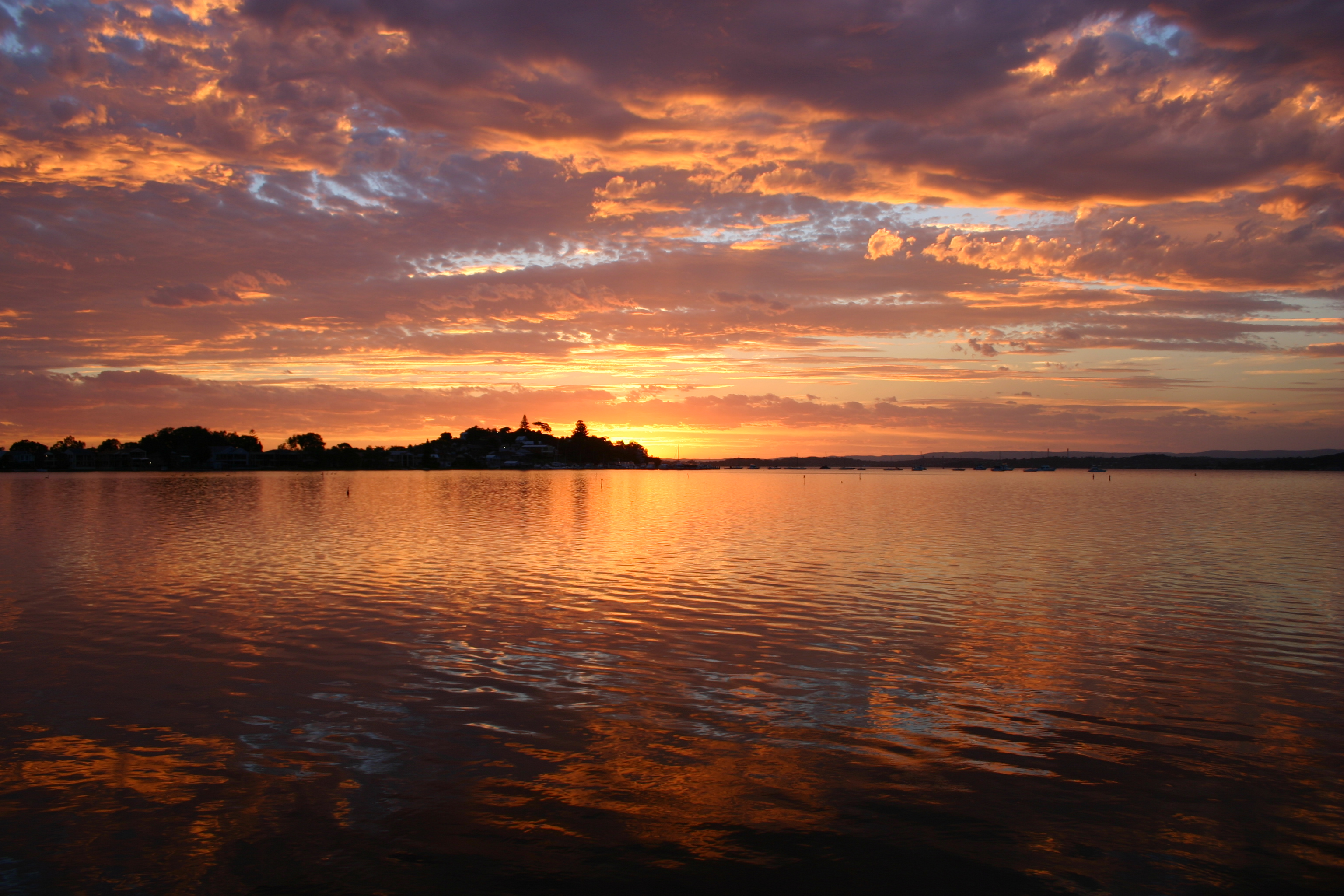
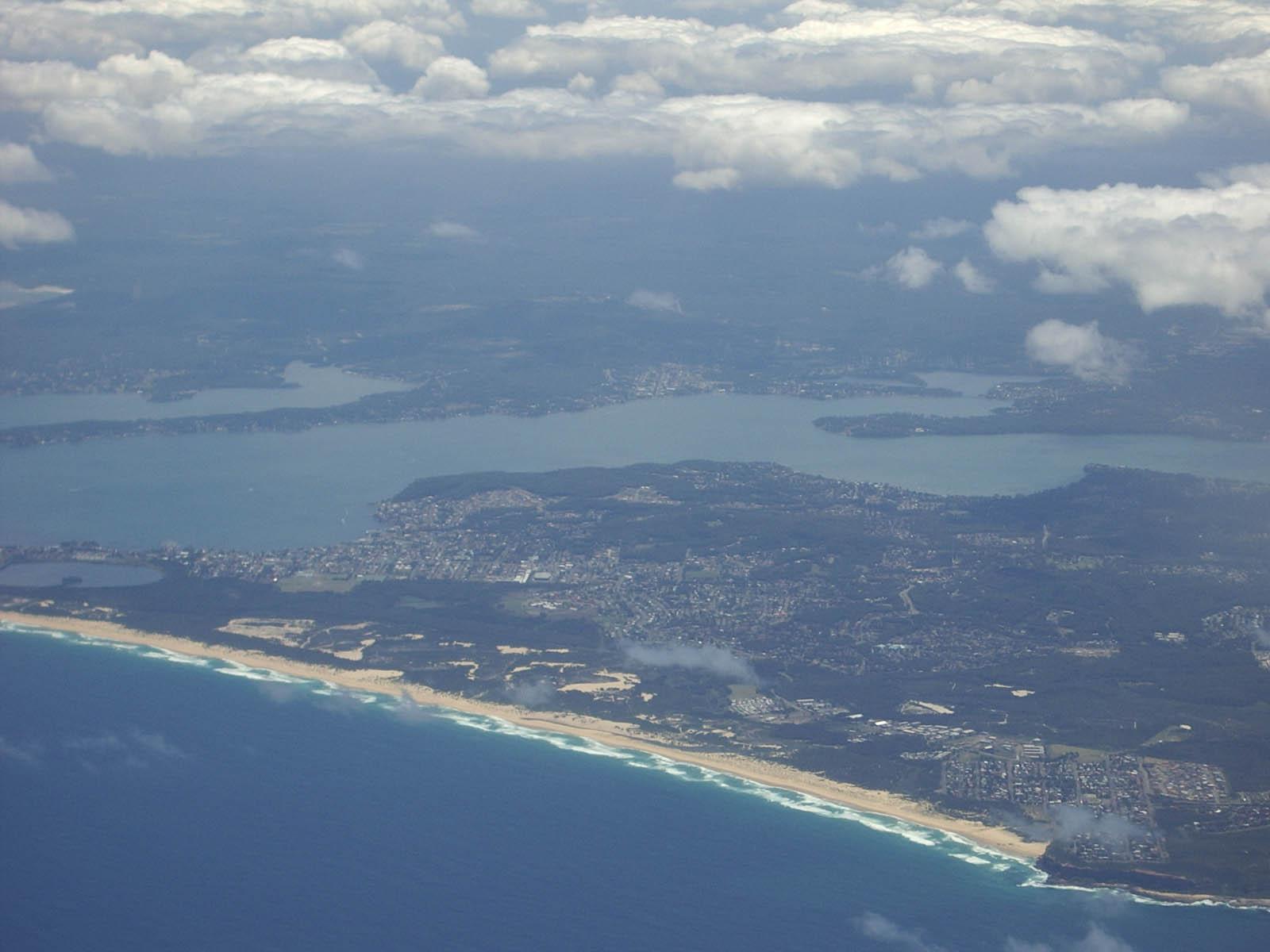
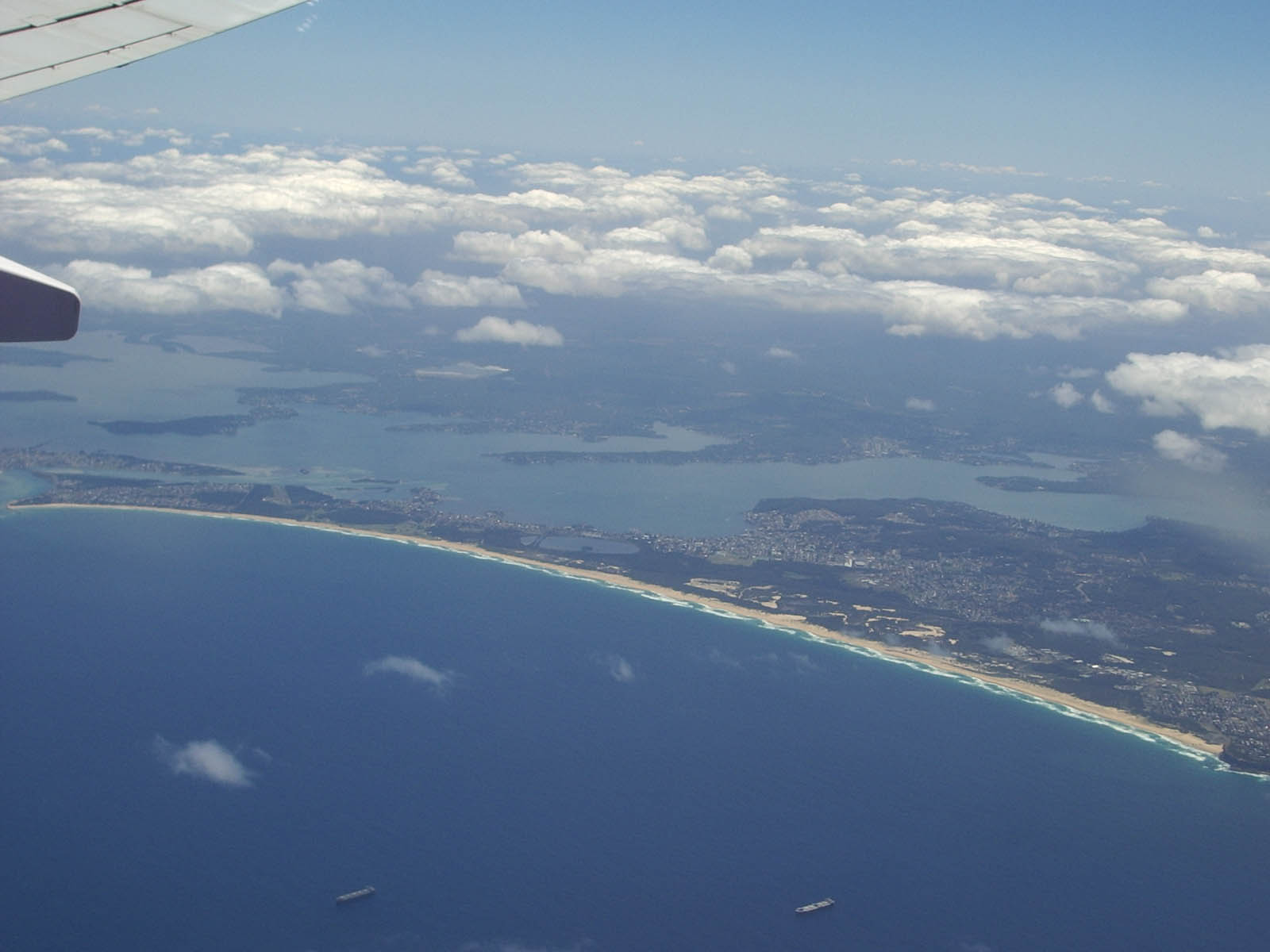
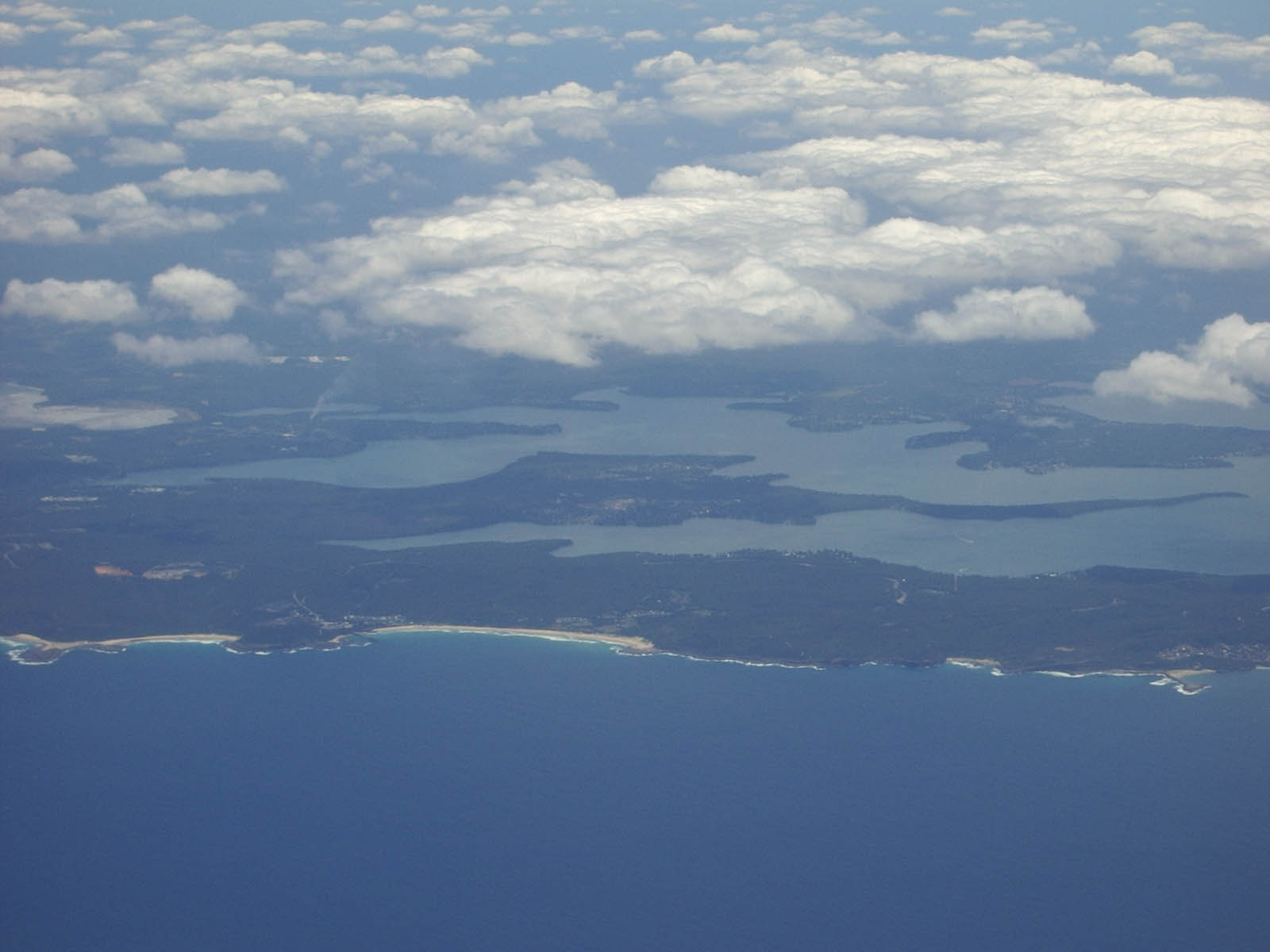
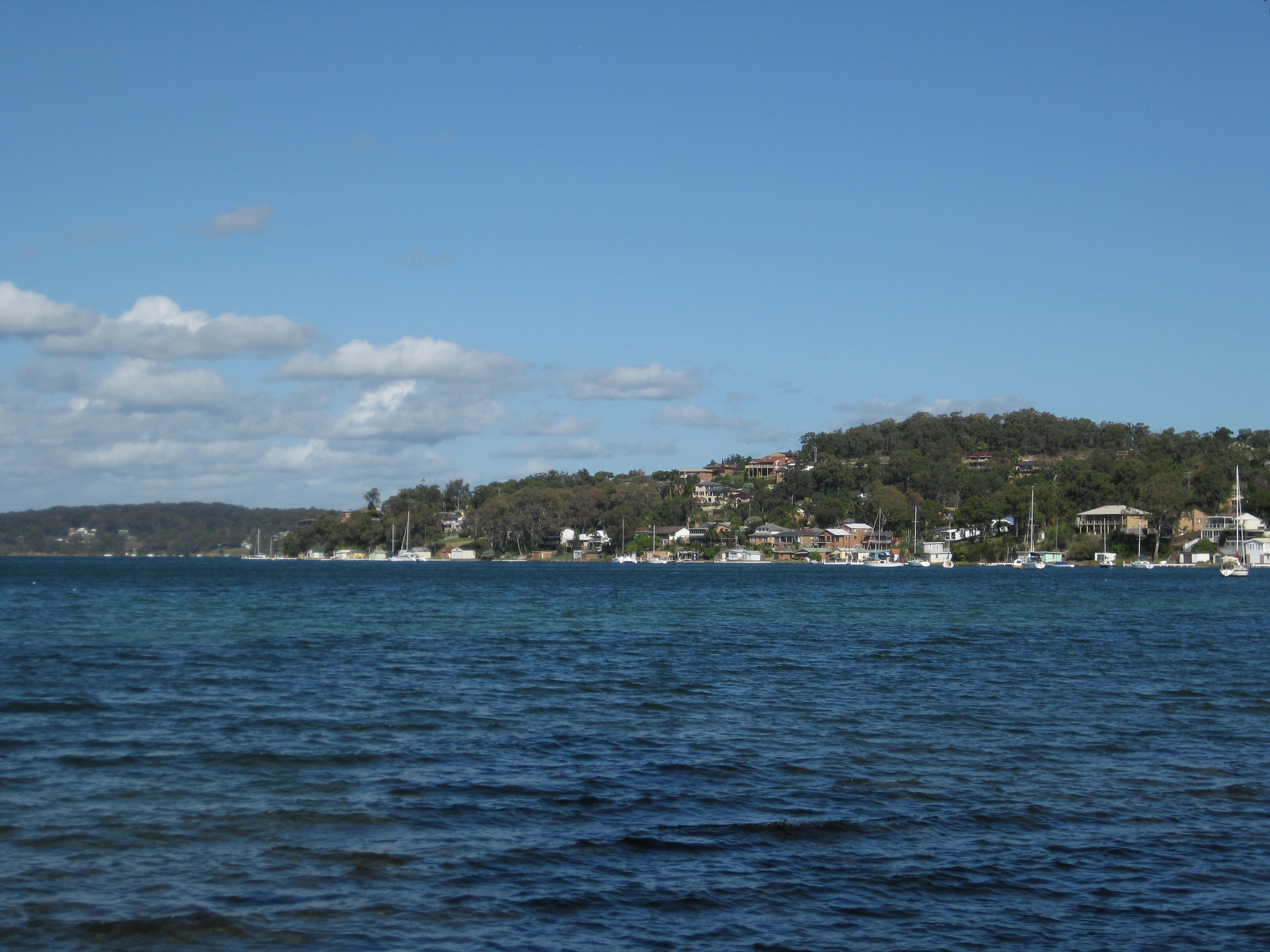